# Пухов, Иннокентий Васильевич
Иннокентий Васильевич Пухов (1904—1979) — советский якутский учёный, кандидат филологических наук, литературовед и фольклорист, исследователь олонхо.

## Биография
Родился 12 марта 1904 года в I-м Курбусахском наслеге Борогонского улуса (ныне Усть-Алданский улус) Якутской области.
Участник Гражданской войны в России: воевал в составе Якутского народно-революционного добровольческого отряда в боях по ликвидации вторгшейся в Якутию банды колчаковского генерала Пепеляева; участвовал в Амгинском бою в марте 1923 года в качестве связного командующего К. К. Байкалова; в составе сводного отряда Г. С. Мизина участвовал в освобождении группы И. Я. Строда в местности Сасыл-Сысыы. За участие в Гражданской войне был награждён Якутским ЦИК винтовкой Тульского оружейного завода.
По окончании войны работал в аппарате только что организованного Наркомпроса Якутской АССР. В 1924—1925 годах работал в ликбезе. В 1926 году окончил Якутский педагогический техникум. В 1927—1928 годах преподавал якутский язык и литературу на рабфаке им. Яковлева при Иркутском государственном университете (ИГУ). В 1930 году окончил отделение русского языка и литературы педагогического факультета ИГУ. В 1930—1936 годах Иннокентий Пухов работал в Якутском педагогическом техникуме преподавателем русского языка и литературы, затем — в аппарате Наркомпроса Якутской АССР инспектором по якутскому языку и освобожденным автором по составлению учебников русского языка. С 1936 года по командировке Якутского Наркомпроса работал в Москве по изданию учебников и редактором Московского отделения «Якутгиза». В 1938—1941 годах преподавал русский язык и литературу в школах Сокольнического района города Москвы.
Великая Отечественная война застала Пухова в Москве. С первых дней войны он участвовал в защите города от воздушных нападений, стал добровольцем Сокольнического ополчения, участвовал в строительстве оборонных сооружений вокруг Москвы. С ноября 1941 по сентябрь 1942 года находился в действующей армии. Участвовал в боях в составе 1203-го стрелкового полка 354-й стрелковой дивизии на Западном и Калининском фронтах. 12 сентября 1942 года был тяжело ранен и почти год лечился в госпиталях, где выступал с лекциями на международные темы. Летом 1943 года был демобилизован по состоянию здоровья.
Вернувшись на родину, И. В. Пухов работал в Якутске методистом русского и якутского языков в республиканском Институте усовершенствования учителей. В 1947 году окончил аспирантуру Московского государственного университета и снова вернулся в Якутию, где по 1954 год работал младшим научным сотрудником Института истории, языка и литературы Якутского филиала Академии наук СССР (ИЯЛИ ЯФ АН СССР). В 1954 году по распоряжению Президиума Академии наук СССР был переведен на работу в Москву в Институт мировой литературы им. А. М. Горького АН СССР. В 1956 году в Московском государственном университете защитил кандидатскую диссертацию на тему «Идеи и образы олонхо Дмитрия Михайловича Говорова „Мюлдью Сильный“». В 1966 году И. В. Пухов стал старшим научным сотрудником Института мировой литературы АН СССР, где работал до конца жизни.
Умер 24 ноября 1979 года в Москве. Был похоронен в Якутске на Маганском кладбище.
Был награждён орденом Красной Звезды и медалями, в числе которых «За победу над Германией в Великой Отечественной войне 1941—1945 гг.». В 1976 году был удостоен звания «Заслуженный деятель науки ЯАССР».

## Память
- В 1935 году И. В. Пухов принимал участие в первом чемпионате Якутии по шахматам и стал первым чемпионом республики по шахматам. С 1998 года по решению Федерации шахмат Республики Саха (Якутия) и администрации Усть-Алданского района в Якутске ежегодно проводится мемориал И. В. Пухова — первого чемпиона Якутии по шахматам.[6]
- В апреле 2004 года Правительство Республики Саха (Якутия), Институт гуманитарных исследований и проблем малочисленных народов Севера СО РАН, а также Институт мировой литературы им. А. М. Горького РАН в торжественной обстановке отметили 100-летие со дня рождения И. В. Пухова проведением в Якутске Всероссийской научной конференции «Эпос тюрко-монгольских народов».
- В сентябре 2014 года Северо-Восточный федеральный университет имени М. К. Аммосова, Научно-исследовательский институт Олонхо и Институт мировой литературы им. Горького РАН провели Всероссийскую научную конференцию «Сравнительное изучение тюрко-монгольских эпосов», посвященную 110-летию И. В. Пухова.